# CVC Capital Partners
CVC Capital Partners — международная компания, занимается управлением активами и частными капиталовложениями. Зарегистрирована на острове Джерси.

## История
Компания была основана в 1981 году в качестве фонда венчурных инвестиций в составе Citicorp; первоначально называлась Citicorp Venture Capital. В 1993 году менеджмент компании провёл финансируемый выкуп CVC, соучредителями получившей самостоятельность компании стали Майкл Смит, Дональд Маккензи, Стивен Колтс и Ролли ван Раппард. Первый фонд в 300 млн долларов был собран с помощью Citicorp и частных инвесторов. В 1996 году был собран первый фонд, независимый от Citicorp, его размер составил 840 млн долларов. Он был потрачен на 30 инвестиционных проектов, в основном это были выкупы частных компаний. Компания работала через офисы в Великобритании, Франции и Германии.
В 2001 году компания собрала фонд CVC European Equity Partners III размером 4,65 млрд фунтов стерлингов, на то время, крупнейший в Европе. В 2004 году CVC в партнёрстве с Permira провела выкуп британской автомобильной ассоциации The AA; в связи с этой сделкой CVC и Permira подверглись критике со стороны специальной комиссии британского парламента, поскольку обеспечили себе прибыль за счёт кредитов, которые брала The AA. В 2014 году The AA была продана через IPO. С 2006 по 2017 год CVC Capital Partners была контролирующим акционером Formula One Group; отдача от этого капиталовложения составила 500 %.
В апреле 2024 года CVC Capital Partners провела размещение своих акций (IPO) на бирже Euronext Amsterdam. В рамках подготовки к IPO была изменена организационная структура: в 2021 году на острове Джерси была зарегистрирована новая компания CVC Capital Partners, а прежняя головная компания, зарегистрированная в Люксембурге, была упразднена.

## Собственники и руководство
Акции компании с апреля 2024 года котируются на бирже Euronext Amsterdam. Около 30 % принадлежит управляющим партнёрам. Другими крупными акционерами по состоянию на 2025 год были нью-йоркская инвестиционная компания Blue Owl Capital (8,6 %), суверенный фонд Кувейта (3,02 %) и суверенный фонд благосостояния Гонконга (2,52 %).
Руководство:
- Ролли ван Раппард (Rolly van Rappard) — председатель совета директоров, в компании с 1989 года, до этого работал в Citicorp.
- Роберт Лукас (Robert Lucas) — генеральный директор и управляющий партнёр, в компании с 1996 года.

## Деятельность
CVC Capital Partners занимается управлением активами различных фондов; её клиентами являются 14 из 15 крупнейших пенсионных фондов США и 12 из 15 крупнейших суверенных фондов мира. Средства вкладываются в приобретение долей в частных компаниях и другие инвестиционные проекты.
Подразделения компании по состоянию на 2024 год:
- Европа / Америка — инвестиции в частные компании в Европе и Америке, активы под управлением 86 млрд евро;
- Азия — инвестиции в частные компании в Азии, активы под управлением 14 млрд евро;
- стратегические возможности — долгосрочные инвестиции с низким риском, активы под управлением 15 млрд евро;
- рост — инвестиции в небольшие перспективные компании, активы под управлением 3 млрд евро;
- вторичный рынок — услуги другим компаниям по управлению фондами, активы под управлением 18 млрд евро;
- кредитование — выдача корпоративных кредитов, покупка долговых обязательств, активы под управлением 45 млрд евро;
- инфраструктура — инвестиции в инфраструктуру, активы под управлением 19 млрд евро;

У компании 30 региональных офисов, в ней работает 1258 сотрудников, в том числе 117 партнёров. Выручка за 2024 год составила 1,57 млрд евро, из них 1,18 млрд евро пришлось на плату за услуги, 208 млн евро — на инвестиционный доход.
В списке крупнейших компаний по управлению активами за 2024 год CVC Capital Partners заняла 119-е место с активами под управлением 205,3 млрд долларов. Среди фондов частных инвестиций заняла 4-е место.

## Контролируемые компании
Некоторые компании, в которых CVC Capital Partners имеет или имела долю:
- Formula One Group (Великобритания) — автоспорт, контролировалась с 2006 по 2017 год;
- Samsonite (США) — производитель чемоданов и сумок, куплен в 2007 году, продан в 2011 году через IPO;
- Aleatica (Мексика) — оператор платных дорог;
- StarBev (Чехия) — пивоваренная компания, принадлежала с 2009 по 2012 год[13];
- Sunrise Communication[англ.] (Швейцария) — телекоммуникационная компания, контролировалась с 2010 по 2015 год;
- Deoleo (Испания) — компания по расфасовке и торговле оливковым маслом, доля куплена в 2014 году[14];
- Alvogen[англ.] (США) — фармацевтическая компания, с 2015 года в совместном владении с Temasek Holdings;
- Douglas Holding (Германия) — сеть парфюмерных магазинов, куплена в 2015 году;
- RAC[англ.] (Великобритания) — техническая помощь на дороге, автострахование, куплена в 2015 году;
- Anchor Glass (США) — производитель стеклянной тары, доля куплена в 2016 году[15];
- Petco[англ.] (США) — сеть магазинов товаров для домашних животных, доля куплена в 2016 году;
- Sisal[англ.] (Италия) — игорный бизнес и электронные платежи, куплена в 2016 году, продана в декабре 2021 года[16];
- Tipico[англ.] (Мальта) — игорный бизнес, куплена в 2016 году[17];
- Breitling (Швейцария) — производитель часов, принадлежал с 2017 по 2022 год;
- PDC Brands (США) — компания по управлению брендами парфюмерии и косметики, куплена в 2017 году;
- Recordati (Италия) — фармацевтическая компания, контрольный пакет акций куплен в 2018 году[18];
- TMF Group[англ.] (Нидерланды) — аутсорсинг бизнес-процессов, куплена в 2018 году[19];
- Ahlsell (Швеция) — оптовая торговля инструментами, куплена в 2019 году за 1 млрд долларов;
- A Bathing Ape (Япония) — производитель одежды, куплен в 2021 году;
- Acronis (Швейцария) — информационные технологии, доля куплена в 2021 году;
- Aleph Holding (США) — реклама в интернете, ориентированная на развивающиеся страны, доля куплена в 2021 году;
- Authentic Brands Group (США) — компания по управлению брендами, доля куплена в 2021 году;
- Stock Spirits[англ.] (Польша) — производитель спиртных напитков, принадлежит с ноября 2021 года;
- System C[англ.] (Великобритания) — информационные технологии в здравоохранении, куплена в 2021 году;
- Lipton Teas and Infusions[англ.] (Нидерланды) — производитель чая, куплен за 4,5 млрд евро у Unilever в 2022 году[20];
- Sogo Medical (Япония) — сеть аптек, куплена в 2023 году[21].